# Lucas Mineiro
Lucas da Silva Izidoro, meglio noto come Lucas Mineiro (Belo Horizonte, 24 febbraio 1997), è un calciatore brasiliano, centrocampista del Cuiabá.

## Caratteristiche tecniche
È un trequartista.

## Carriera
Cresciuto nel settore giovanile del Villa Nova, ha esordito il 5 marzo 2015 in occasione del match di Coppa del Brasile perso 3-0 contro il Coritiba.
Nel 2016 si trasferisce alla Chapecoense dove rimane fino al 2018; durante la sua militanza nel club catarinense viene girato in prestito a vari club in Brasile, in Portogallo e addirittura in Giappone.
Il 24 giugno 2021 diventa a titolo definitivo un giocatore del Braga il quale sborsa circa un milione e mezzo di euro alla Chapecoense.

## Palmarès

### Club

#### Competizioni statali
- Campionato Catarinense: 2

Chapecoense: 2016, 2017

#### Competizioni internazionali
- Coppa Sudamericana: 1

Chapecoense: 2016